# Hans Heinrich Brüning

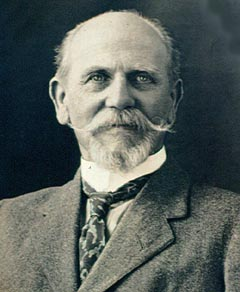
Hans Hinrich (Enrique) Brüning

Hans Heinrich Brüning, auch Hans Hinrich Brüning und H. Enrique Brüning, (* 20. August 1848 in Hoffeld (Holstein); † 2. Juni 1928 in Kiel) war ein Ingenieur, Kaufmann, Ethnograph und Linguist.

## Leben
Brüning kam 1875 als Schiffsingenieur nach Peru, musterte dort ab, verdiente seinen Lebensunterhalt mit der Wartung und Weiterentwicklung landwirtschaftlicher Maschinen und begann, das Land zu bereisen und die Lebensweise der örtlichen Bevölkerung durch mehr als 2.000 Fotografien zu dokumentieren, deren Glasfotoplatten erhalten sind. Auf seinen Reisen kam er dazu, sich auch mit den vorspanischen Kulturen im Norden Perus zu befassen. In der Nähe des Dorfes Túcume entdeckte er die Überreste der Lambayeque-Kultur (Pyramiden von Túcume). Für mehrere inzwischen ausgestorbene indianische Sprachen, darunter das Muchik, erstellte er Wörterlisten.
Am 23. Juni 1926 zog Hans Heinrich Brüning nach Bordesholm. Nach einem Schlaganfall starb er am 2. Juni 1928 in einer Kieler Klinik.
In Lambayeque ist das Archäologische Museum Brüning (Museo Arqueológico Nacional Brüning, meist in der Kurzform: Museo Brüning) nach ihm benannt. Seine umfangreiche, erst in den 1970er Jahren erschlossene Peru-Sammlung ist Teil der Dauerausstellung im Museum am Rothenbaum.

## Schriften
- Enrique Brüning: De Chiclayo a Puerto Meléndez en el Marañón. Imprenta y Librería de San Pedro, Lima 1905
- H. Enrique Brüning: Einiges über die Erotik der alten Indianer des Küstengebiets Nordperús. In: Anthropophyteia, Bd. V (1908), S. 358–360. Digitalisat
- H. Enrique Brüning: Beiträge zum Studium des Geschlechtlebens der Indianer im alten Perú. In: Anthropophyteia, Bd. VI (1909), S. 101–112. Digitalisat. Tafel XXI (Digitalisat). Bd. VII (1910), S. 206–211 (Digitalisat)
- H. Enrique Brüning: [Antwort auf eine Umfrage von William Godelück zum] Liebeszauber der Völker. In: Anthropophyteia, Bd. VII (1910), S. 279–281. Digitalisat
- H. Enrique Brüning: Erotische Tanzlieder der Peruaner. In: Anthropophyteia, Bd. VII (1910), S. 341–349. Digitalisat
- H. Enrique Brüning: Abortinschriften aus Perú. In: Anthropophyteia, Bd. VII (1910), S. 399–400. Digitalisat
- H. Enrique Brüning: Altindianische Grabgefäße aus Perú. In: Anthropophyteia, Bd. VIII (1911), S. 202–209. Tafeln XX–XXIV.
- Mittel gegen die Unfruchtbarkeit. Eine Umfrage von H. Enrique Brüning. In: Anthropophyteia, Bd. VIII (1911), S. 280–282. Digitalisat
- Von der Blutschande. Eine Umfrage von A. Enriques [sic!] Brüning. In: Anthropophyteia, Bd. VIII (1911), S. 282–285. Digitalisat
- H. Enrique Brüning: Indianererzählungen aus Eten in Perú. In: Anthropophyteia, Bd. VIII (1911), S. 350–353. Digitalisat
- H. Enrique Brüning: Altindianische Leichenbeigaben. In: Anthropophyteia, Bd. IX (1912), S. 250–252. Digitalisat. Dazu Tafeln VII und VIII. Digitalisat.
- H. Enrique Brüning: Eine Indianergeschichte aus Eten in Peru. In: Anthropophyteia, Bd. IX (1912), S. 394. Digitalisat.
- Volklieder aus Peru. Mitgeteilt von H. Enrique Brüning. In: Anthropophyteia, Bd. IX (1912), S. 470–472. Digitalisat.
- H. Enrique Brüning: Der Einfluß der Ammenmilch auf den späteren Geschlechttrieb des Säuglings. In: Anthropophyteia, Bd. X (1913), S. 152. Digitalisat
- H. Enrique Brüning: Ein skatologischer Rassenunterschied. In: Anthropophyteia, Bd. X (1913), S. 153. Digitalisat
- Enrique Brüning: Beiträge zur Bedeutung der Namen „Yunga“ und „Quichua“. In: Zeitschrift für Ethnologie, Jg. 45 (1913), H. 6, S. 929–931.
- Enrique Brüning: Estudios monográficos del departamento de Lambayeque. Librería e imprenta de Dionisio Mendoza, Chiclayo 1922 und 1923. [Im Faksimiledruck mit einer Einführung von Richard P. Schaedel neu herausgegeben, Monsefú y Lima 1988.]
- Hans H. Brüning: Reisen im Gebiet der Aguaruna. In: Baessler-Archiv, Jg. 12 (1928), S. 46–81. Digitalisat.
- Hans Heinrich Brüning: Mochica Wörterbuch / Diccionario Mochica (gesammelt in Etén in den Jahren 1906–1910). Hg. von José Antonio Salas García. Universidad de San Martín de Porres, Lima 2004, ISBN 9972-54-119-3.

## Rezeption
- Dokumentarfilm über Hans Hinrich Brüning und die letzte Ruhestätte des legendären Sican-Königs Naymlap: „Goldpyramiden im Inka-Reich“, Folge 23 der ZDF-Sendereihe „Terra X: Schliemanns Erben“ (Erstausstrahlung: 17. Februar 2008)